# Seznam krajev Unescove svetovne dediščine na Madagaskarju
Območja naravne in kulturne dediščine na Madagaskarju so postala upravičena do vključitve na seznam, ko je ta država 19. julija 1983 ratificirala konvencijo o svetovni dediščini iz leta 1972.
Prvo območje na Madagaskarju, Strogi naravni rezervat Tsingy de Bemaraha, je bilo na 14. zasedanju Odbora za svetovno dediščino, ki je potekalo v Banffu v Kanadi leta 1990, vpisano na seznam kot naravno pomembno območje. Temu je leta 2001 sledil vpis kraljevega hriba Ambohimanga, zgodovinske vasi in kompleksa kraljeve palače kulturnega pomena z dobro ohranjenimi palačami iz 19. stoletja ter številnimi drugimi naravnimi in arhitekturnimi značilnostmi zgodovinskega, političnega in duhovnega pomena za Madagaskarje. Nazadnje, leta 2007, je bilo na seznam dodano naravno območje Suhi gozdovi Atsinanane, ki obsega skupino šestih narodnih parkov, ki jih odlikuje zelo endemična biotska raznovrstnost. Četrto mesto, prestolnica Madagaskarskih vladarjev Merina v 19. stoletju Rova Antananarivo, je bilo prvotno predvideno, da bo leta 1995 postalo prvo kulturno območje svetovne dediščine v državi, a jo je uničil požar malo preden je bil vpis dokončan.
Poleg treh uveljavljenih območij Madagaskarja je nadaljnjih sedem območij navedenih kot začasnih in jih Unescov odbor za svetovno dediščino obravnava za vpis v uradni status. Pet začetnih območij je bilo vpisanih na poskusni seznam leta 1997: Betafo rizikultura in hidravlična krajina, kraljevi kompleks Tsinjoarivo), Mahafali dežela jugozahodnega Madagaskarja, klif in jame Isandra v Antongoni. Leta 2008 sta bili na seznam dodani dve dodatni območji: posebni rezervat Anjanaharibe-Sud (podaljšek deževnih gozdov Atsinanana) in suhi gozdovi Andrefana.
UNESCO je deževne gozdove Atsinanane uvrstil na seznam ogrožene svetovne dediščine 30. julija 2010 po povečanju nezakonite sečnje v parkih od leta 2009 kot posledice politične krize na Madagaskarju v letih 2009–2013.

## Svetovna dediščina
V naslednji tabeli podatki Unesca vključujejo referenčno številko območja in merila, pod katerimi je bilo navedeno: merila od i do vi so kulturna, medtem ko so od vii do x naravna.
   mesto označeno kot ogroženo
| Ime                         | Slika                  | Lega                                                                             | Leto vpisa | UNESCO ID in kriteriji      | Opis |
| --------------------------- | ---------------------- | -------------------------------------------------------------------------------- | ---------- | --------------------------- | --- |
| Suhi gozdovi Atsinanane     | Tsingy                 | regije Melaky, Boeny, Anosy, Atsimo-Andrefana, Androy, Sava                      | 1990, 2023 | 494; vii, ix, x (naravno)   | Suhi gozdovi Andrefane obsegajo šest zaščitenih naravnih območij: narodni park Tsingy de Bermraha, naravni rezervat Ankarana, narodni park Ankarafantsika, narodni park Tsimanampetsotse, rezervat Analamerana in narodni park Mikea. V nasprotju z deževnimi gozdovi Antsinanane so parki, vključeni v suhe gozdove Andrefane, znotraj polsušnih ekoregij in imajo povsem drugačen nabor biotsko raznovrstnih in endemičnih divjih živali. Suhi gozdovi Andreafana so bili leta 2023 razširjeni na območje svetovne dediščine strogega naravnega rezervata Tsingy de Bemaraha iz leta 1990. |
| Kraljevi hrib v Ambohimangi | Ambohimanga            | Analamanga                                                                       | 2001       | 950; iii, iv, vi (kulturno) | Kraljevi hrib Ambohimanga v osrednjem višavju je bil duhovno in politično središče ljudstva Merina vsaj od 16. stoletja. Dom številnih kraljev (vključno z Andrianampoinimerino, ki se je lotil končno uspešne pobude za združitev otoka Madagaskar pod enim vladarjem) in določeno mesto številnih svetih kraljevih obredov, hrib in vas, ki ga krona, ostajata romarski mesti do danes. |
| Deževni gozdovi Atsinanana  | Marojejy National Park | regija Sava, Analanjirofo, Haute Matsiatra, Vatovavy-Fitovinany, Ihorombe, Anosy | 2007       | 1257; ix,x (natural)        | Šest narodnih parkov, ki sestavljajo deževne gozdove Atsinanane, gosti širok nabor značilne flore in favne, ki je endemična za ekosisteme deževnega gozda Madagaskarja. Rastlinsko in živalsko življenje v teh parkih je ogroženo, saj zahteve naraščajočega prebivalstva pospešujejo krčenje gozdov in drobljenje preostalih gozdov. To območje je bilo leta 2010 uvrščeno na seznam ogrožene svetovne dediščine zaradi povečanja nezakonite sečnje v parkih po državnem udaru leta 2009.                                                                                                   |

## Poskusni seznam
Poleg območij, vpisanih na seznam svetovne dediščine, lahko države članice vodijo seznam začasnih območij, ki jih lahko upoštevajo pri nominaciji. Nominacije za seznam svetovne dediščine so sprejete le, če je bilo območje predhodno navedeno na poskusnem seznamu. Od leta 2017 je Madagaskar zabeležil osem območij na svojem poskusnem seznamu.
| Ime | Slika                      | Lega             | Leto vpisa | UNESCO ID in kriteriji | Opis |
| --- | -------------------------- | ---------------- | ---------- | ---------------------- | --- |
| Betafo; gojenje riža in hidravlična krajina (Paysage culturel rizicole et hydraulique de Betafo)               | Betafo                     | Vakinankaratra   | 1997       | 947; iii, iv, v        | Pokrajina, ki obdaja Betafo, glavno mesto enega od štirih starodavnih kraljestev ljudstva Betsileo, ponazarja tradicionalna terasasta riževa polja in namakalne sisteme, ki so se v tem delu južnega višavja pojavili v 17. stoletju. |
| Kraljevi kompleks Tsinjoarivo (Site et Rova de Tsinjoarivo)                                                    | Tsinjoarivo                | Vakinankaratra   | 1997       | 948; iii, vi           | Rova v Tsinjoariva, zbirka petih poletnih palač iz lesa in zbite zemlje, ki jih je zgradila merinska kraljica Ranavalona I. leta 1834, ponuja dobro ohranjen primer tradicionalnih arhitekturnih norm med višavskimi andrianami (plemiški razred). Več monarhov otoka je bivalo na tem mestu, vključno z Ranavalono I. (1840, 1842, 1856), Ranavalono II. (1880, 1882) in Ranavalono III. (1890). |
| Mahafali država jugozahodnega Madagaskarja (Sud-Ouest Malgache, Pays Mahafaly)                                 | Mahafali tomb              | Atsimo-Andrefana | 1997       | 949; ni zagotovljeno   | Jugozahod Madagaskarja naseljuje ljudstvo Mahafali, ki kmetuje in redi svoje zebuje v sušnem ekosistemu bodičastih gozdov, polpuščavski pokrajini endemičnih sukulent, ki vključuje vse rastline iz družine Didiereaceae. Mahafali so znani po pogrebni umetnosti, kot so bogato okrašene kamnite grobnice in izrezljani leseni nagrobni stebri (aloalo), ki so postali simbol otoka Madagaskar. |
| Klif in jame Isandra (Falaise et grottes de l'Isandra)                                                         | Isandra                    | Haute Matsiatra  | 1997       | 950; iii, iv, v        | Strma granitna pečina Isandra, ki se nenadoma dviga iz okoliških riževih polj, je produkt diferencirane erozije, ki je preluknjala površino pečine s številnimi jamami. Nekatere od teh kavern so bile vključene v utrjeno vas, naseljeno v 17. in 18. stoletju, druge pa so (in se še naprej) uporabljajo za pokopavanje mrtvih. |
| Antongona | Antongona                  | Itasy            | 1997       | 951; iii, iv, v        | Začetek 16. stoletja sta bila dva granitna izdanka v Antongoni utrjena z obrambnimi jarki, kamnitimi zidovi in prehodi za zaščito kraljevih lesenih prenočišč na njihovih vrhovih. Ministrstvo za kulturo je v 1980-ih rekonstruiralo dve prvotni leseni stavbi in ju odprlo za javnost kot muzej. |
| Posebni rezervat Anjanaharibe-Sud: razširitev deževnih gozdov Atsinanane (Réserve Spéciale d’Anjanaharibe-Sud) | Anjanaharibe-Sud           | regija Sava      | 2008       | 5313; ix, x            | Anjanaharibe-Sud leži vzhodno od narodnega parka Marojejy, enega od šestih parkov, ki sestavljajo deževne gozdove območja svetovne dediščine Atsinanana. V Anjanaharibe-Sud najdemo številne endemične rastlinske vrste, gozdni koridor Betaolane pa povezuje park z Marojejyjem, kar zagotavlja prostoživečim živalim obeh parkov dostop do večjega ozemlja. |
| Zgornje mesto Antananarivo (La Haute Ville d’Antananarivo)                                                     | Upper Town of Antananarivo | Analamanga       | 2016       | 6078; ii, v, vi        | Zgornje mesto Antananarivo je urbano mesto izjemne kakovosti, ki mu ni para v podsaharski Afriki. Mešanica značilnih malgaških arhitekturnih elementov in elementov iz kolonialne prisotnosti je oblikovala edinstveno arhitekturo visoke kakovosti, ki je še vedno dovolj dobro ohranjena. Območje ne zaznamuje le arhitektura, temveč tudi specifična urbana oblika, v kateri imajo krajinski elementi pomembno vlogo in prispevajo k oblikovanju koherentnega urbanega ansambla visoke kakovosti dediščine. |